# إنريكي دياز
إنريكي دياز (بالإسبانية: Enrique Díaz)‏ (23 فبراير 1959 في كوستاريكا - ) هو مدرب كرة قدم ولاعب كرة قدم كوستاريكي في مركز الهجوم، شارك في الألعاب الأولمبية الصيفية 1984. وشارك مع منتخب كوستاريكا لكرة القدم. أما مع النوادي، فقد لعب مع ديبورتيفو سابريسا ونادي رامونينسي والرابطة الرياضية في ليمون ونادي هيريديانو.

## وصلات خارجية
- إنريكي دياز على موقع الاتحاد الدولي (مؤرشف)  (الإنجليزية)
- إنريكي دياز على موقع ناشيونال فوتبول تيمز (الإنجليزية)
- إنريكي دياز على موقع أوليمبيديا (الإنجليزية)